# محضرة (إب)

تعديل مصدري - تعديل

محضرة هي إحدى قرى عزلة ريمان بمديرية إب التابعة لمحافظة إب، بلغ تعداد سكانها 397 نسمة حسب تعداد اليمن لعام 2004.